# R. A. 디키
로버트 앨런 디키(Robert Allen Dickey, 1974년 10월 29일 ~ )는 미국의 전 메이저 리그 야구 선수이다.

## 경력

### 메이저 리그 이전
1974년에 테네시주 내슈빌에서 태어났다. 1993년에 있었던 MLB 드래프트에서 10라운드 전체 277위로 디트로이트 타이거스에 지명되지만 테네시 대학교로 진학하는 것을 택한다. 그 후 1996년에 있었던 MLB 드래프트에서 텍사스 레인저스에게 1라운드 전체 18위로 지명을 받아 81만 달러라는 계약금을 제시받지만, 메디컬 테스트에서 오른쪽 팔꿈치에 있어야 할 인대 중 1개가 태어날 때부터 없었다는 것이 밝혀지면서 계약금이 7만5천 달러로 내려갔다. 7월에는 애틀랜타에서 있었던 올림픽에서 미국의 야구 대표팀으로 선출되어 동메달을 획득한다.

### 텍사스 레인저스
2001년에는 메이저 리그 데뷔를 하며, 데뷔전에서는 9회에 나와 1이닝을 삼자범퇴로 깔끔하게 막는다. 2003년에는 9승 8패를 기록하지만 5.09의 방어율, 2004년에는 6승 7패를 기록하지만, 5.61이라는 높은 방어율을 기록한다. 이때까지는 포크볼을 결정구로 사용해왔지만, 메이저 리그에서 살아남으려면 변해야 한다고 생각했으며, 2005년부터 찰리 허프에게 너클볼에 대해서 지도를 받는다. 2006년에는 선발로 등판해서 3이닝을 던지며 6개의 홈런을 맞는 등 좋지 못한 내용을 보였고, 8월 23일에 지명할당이 된다. 그 후, 8월 26일에 트리플A로 강등되었으며, 시즌이 끝난 10월 11일에는 FA가 됐다.

### 마이너 리그
2007년 1월 13일에 밀워키 브루어스와 마이너 계약을 맺는다. 이 시즌에서는 트리플A에서 뛰었으며, 12승 6패, 3.80의 방어율을 기록한다. 시즌이 끝난 후 10월 29일에 FA가 됐으며 한때 삼성 영입설이 있었다.

### 시애틀 매리너스
2007년 11월 28일에 미네소타 트윈스와 마이너 계약을 맺지만, 12월에 있었던 룰5 드래프트에서 시애틀 매리너스의 지명을 받아 이적하게 된다. 2008년 3월 29일에 로스터에 들지 못하며 룰5 드래프트의 규약대로 트윈스로 돌아왔지만, 같은 날에 마이너 리그 베이스볼의 포수인 헤어 페르난데스와 트레이드되어 다시 시애틀 매리너스로 돌아온다. 이 해에는 5승 8패, 5.21의 방어율을 기록하며 시즌을 마쳤고, 12월 9일에 FA가 됐다.

### 미네소타 트윈스
2008년 12월 26일에 미네소타 트윈스와 마이너 계약을 맺는다. 2009년에는 메이저 리그에서 35경기에 등판(선발등판 1경기)한다. 시즌이 끝난 뒤인 10월 6일에 FA가 됐다.

### 뉴욕 메츠
2010년 1월 5일에 뉴욕 메츠와 마이너 계약을 맺으며 트리플A에서 시즌을 맞이한다. 5월 19일에는 메이저 리그로 승격되며, 다음날에 있었던 워싱턴 내셔널스전에서 선발로 등판한다. 이 경기에서는 6이닝을 던지며 2실점을 기록했지만 승패는 기록되지 않았지만 다음 등판이었던 필라델피아 필리스전에서는 6이닝을 무실점으로 막으며 승리투수가 됐다. 8월 13일에 있었던 필리스전에서는 단 1개의 안타만을 허용하면서 노히트 노런을 놓치며 완봉승을 기록하게 되는데, 이 1개의 안타는 상대팀의 선발 투수인 콜 해멀스에게 허용한 것이었다(해멀스는 8이닝 1실점을 기록하지만 디키의 호투 때문에 패가 된다). 2011년 1월 31일에는 뉴욕 메츠와 총액 780만 달러에 2년 계약(2013년에 500만 달러 구단 옵션 포함)을 맺으며, 시즌에서는 208.2이닝을 던지며 처음으로 200이닝을 돌파한다.
2012년에는 개막할 때부터 좋은 컨디션을 유지하며 승수를 쌓아가며 처음으로 메이저 리그 올스타전에 선출되기도 한다. 투수들의 성적을 봤을 때 디키가 가장 올스타 선발투수에 알맞았지만, 내셔널 리그에서 선발로 나올 포수인 버스터 포지가 너클볼을 받는데 어려움이 있었기 때문에 선발로 나서지는 못했다. 그래서 올스타전에서는 6회에 계투로 나와서 1이닝을 무실점으로 막는다. 시즌에서는 리그 2위에 해당되는 20승과 2.73의 방어율, 그리고 리그에서 1위인 230개의 탈삼진과 233.2이닝, 5개의 완투와 3개의 완봉승을 기록하며 11월 14일에 너클볼을 던지는 투수로서는 메이저 리그에서 처음으로 사이 영 상을 수상한다.

### 토론토 블루제이스
2012년 12월 17일에 트래비스 다노, 존 벅, 노아 신더가드, 윌머 베세라를 상대로 조쉬 톨, 마이크 니키스와 함께 토론토 블루제이스로 트레이드되며, 그 날 총액 3,000만 달러에 3년 계약(2016년 1,200만 달러 구단 옵션 포함)을 맺는다. 사이 영 상을 수상한 투수가 수상한 후 오프 시즌에 트레이드된 것은 1994년의 데이비드 콘, 1997년의 페드로 마르티네스, 1998년의 로저 클레멘스에 이어 4번째이다.
2013년에는 월드 베이스볼 클래식의 미국대표로 뽑힌다. 시즌에서는 14승 13패를 기록했으나 사이 영 상을 수상한 전년보다 방어율이 큰 폭으로 증가했다(2.73→4.21). 2014년에는 6월 27일에 있었던 시카고 화이트삭스전에서 통산 1,000탈삼진을 달성한다. 시즌에서는 전년과 같은 14승 13패를 기록했으며, 방어율은 전년보다 나아졌다.

## 선수로서의 특징
투구의 약 85%가 너클볼이며, 평균적인 너클볼의 구속보다 빠른 120~130 km/h정도의 구속을 던진다. 커리어 하이라고 할 수 있는 2012년에는 230개의 탈삼진을 잡으면서 볼넷은 54개밖에 내주지 않았으며, 제구가 어려운 너클볼을 정교하게 제구한다. 카운트를 쌓거나 타자의 타이밍을 빼앗기 위해서 평균 84마일(약 135 km/h)정도의 투심을 던지기도 한다.
디키가 등판할 때 포수는 대형 소프트볼용 미트를 착용한다.

## 생활
8살때 13살짜리 여자 베이비 시터와 17살짜리 남자한테 성적학대를 받았던 것을 2012년에 출판된 자서전「Wherever I Wind Up」에서 밝혔다. 인도의 성적 인신매매의 피해자를 지원했으며, 2011년에는 시즌이 끝난 후 자신의 목표와 자선활동의 기금을 마련하기 위해서 킬리만자로 산에 올라가기도 했다. 2012년에는 훌륭한 사회공헌을 한 선수에게 주어지는 브랜치 리키 상을 수상했다. 2013년 1월에는 뭄바이에 방문해서 자선활동을 했다.

## 수상 경력
- 내셔널리그 탈삼진 1위 : 2012년
- 내셔널리그 완봉 1위 : 2012년
- 메이저 리그 올스타전 선출 1회 : 2012년
- 내셔널 리그 사이 영 상 1회 : 2012년
- 아메리칸 리그 골든글러브 1회 : 2013년
- 브랜치 리키 상 1회 : 2012년
- 선수가 뽑는 올해의 투수 1회 : 2012년
- 필딩 바이블 어워드 1회 : 2013년
- 이 달의 투수 1회 : 2012년 6월

## 연도별 투구 성적
| 연 도      | 소 속      | 등 판 | 선 발 | 완 투 | 완 봉 | 무 4 구 | 승 리 | 패 전 | 세 이 브 | 홀 드 | 승 률 | 타 자 | 이 닝  | 피 안 타 | 피 홈 런 | 볼 넷 | 고 4 | 몸 맞 | 탈 삼 진 | 폭 투 | 보 크 | 실 점 | 자 책 점 | 평 자 책 | W H I P |
| ---------- | ---------- | ----- | ----- | ----- | ----- | ------- | ----- | ----- | -------- | ----- | ----- | ----- | ------ | -------- | -------- | ----- | ---- | ----- | -------- | ----- | ----- | ----- | -------- | -------- | ------- |
| 2001년     | TEX        | 4     | 0     | 0     | 0     | 0       | 0     | 1     | 0        | --    | .000  | 53    | 12.0   | 13       | 3        | 7     | 1    | 0     | 4        | 1     | 0     | 9     | 9        | 6.75     | 1.67    |
| 2003년     | TEX        | 38    | 13    | 1     | 1     | 0       | 9     | 8     | 1        | 3     | .529  | 513   | 116.2  | 135      | 16       | 38    | 5    | 5     | 94       | 5     | 2     | 68    | 66       | 5.09     | 1.48    |
| 2004년     | TEX        | 25    | 15    | 0     | 0     | 0       | 6     | 7     | 1        | 0     | .462  | 480   | 104.2  | 136      | 17       | 33    | 1    | 4     | 57       | 5     | 1     | 77    | 65       | 5.59     | 1.61    |
| 2005년     | TEX        | 9     | 4     | 0     | 0     | 0       | 1     | 2     | 0        | 0     | .333  | 134   | 29.2   | 29       | 4        | 17    | 0    | 2     | 15       | 2     | 0     | 23    | 22       | 6.67     | 1.55    |
| 2006년     | TEX        | 1     | 1     | 0     | 0     | 0       | 0     | 1     | 0        | 0     | .000  | 18    | 3.1    | 8        | 6        | 1     | 0    | 0     | 1        | 0     | 0     | 7     | 7        | 18.90    | 2.70    |
| 2008년     | SEA        | 32    | 14    | 0     | 0     | 0       | 5     | 8     | 0        | 0     | .387  | 500   | 112.1  | 124      | 15       | 51    | 4    | 2     | 58       | 11    | 1     | 65    | 65       | 5.21     | 1.56    |
| 2009년     | MIN        | 35    | 1     | 0     | 0     | 0       | 1     | 1     | 0        | 1     | .500  | 293   | 64.1   | 74       | 8        | 30    | 1    | 4     | 42       | 4     | 0     | 34    | 33       | 4.62     | 1.62    |
| 2010년     | NYM        | 27    | 26    | 2     | 1     | 0       | 11    | 9     | 0        | 1     | .550  | 713   | 174.1  | 165      | 13       | 42    | 3    | 4     | 104      | 11    | 0     | 62    | 55       | 2.84     | 1.19    |
| 2011년     | NYM        | 33    | 32    | 1     | 0     | 0       | 8     | 13    | 0        | 1     | .381  | 876   | 208.2  | 202      | 18       | 54    | 2    | 9     | 134      | 9     | 1     | 85    | 76       | 3.28     | 1.23    |
| 2012년     | NYM        | 34    | 33    | 5     | 3     | 2       | 20    | 6     | 0        | 0     | .769  | 927   | 233.2  | 192      | 24       | 54    | 2    | 9     | 230      | 4     | 1     | 78    | 71       | 2.73     | 1.05    |
| 2013년     | TOR        | 34    | 34    | 3     | 1     | 0       | 14    | 13    | 0        | 0     | .519  | 943   | 224.2  | 207      | 35       | 71    | 0    | 10    | 177      | 7     | 1     | 113   | 105      | 4.21     | 1.24    |
| 2014년     | TOR        | 34    | 34    | 1     | 0     | 0       | 14    | 13    | 0        | 0     | .519  | 914   | 215.2  | 191      | 26       | 74    | 2    | 14    | 173      | 5     | 0     | 101   | 89       | 3.71     | 1.23    |
| 통산：12년 | 통산：12년 | 306   | 207   | 13    | 6     | 2       | 89    | 82    | 2        | 6     | .520  | 5450  | 1499.2 | 1476     | 185      | 472   | 21   | 63    | 1089     | 64    | 7     | 722   | 663      | 3.98     | 1.30    |

- 2014시즌 종료 기준.
- 각년도의 굵은 글씨는 리그 최고.

## 같이 보기
- 올림픽 야구 메달리스트 목록

## 참조
1. ↑  “R.A. Dickey Statistics and History” (영어). baseballreference. 2015년 1월 26일에 확인함.
2. ↑  이대호 (2016년 11월 11일). “사이영상 받은 너클볼러 디키, 애틀랜타서 마지막 불꽃”. 연합뉴스. 2023년 5월 14일에 확인함.
3. ↑  Brooks Baseball · Home of the PitchFX Tool - Player Card: R.A. Dickey
4. ↑  New York Mets' R.A. Dickey wants ball to start All-Star Game ESPN New York.
5. ↑  All-Star Game 2012: The Glove To Catch R.A. Dickey 보관됨 2012-07-17 - 웨이백 머신 Baseball Nation